# Вільче (гміна Осельсько)
Вільче (пол. Wilcze, нім. Birkhausen) — село в Польщі, у гміні Осельсько Бидґозького повіту Куявсько-Поморського воєводства.